# Mahamane El-Hadji Traoré
Mahamane El-Hadji Traoré (Bamako, 31 agosto 1988) è un ex calciatore maliano, di ruolo centrocampista.

## Palmarès

### Club

#### Competizioni nazionali
- Coppa di Lituania: 1

Žalgiris: 2018
- Supercoppa di Lituania: 1

Žalgiris: 2017